# Bysträsket
Bysträsket är en sjö i Norrtälje kommun i Uppland och ingår i Skeboån-Broströmmens kustområde.